# 岡山県道235号橋詰千手線
岡山県道235号橋詰千手線（おかやまけんどう235ごう はしづめせんずせん）は、岡山県岡山市東区から瀬戸内市に至る一般県道である。

## 概要

### 路線データ
- 起点：岡山県岡山市東区東幸崎（岡山県道234号東片岡宿毛線交点）
- 終点：岡山県瀬戸内市牛窓町千手（岡山県道28号岡山牛窓線交点）
- 総延長：約3.4 km

## 地理

### 通過する自治体
- 岡山市（東区）
- 瀬戸内市

### 交差する道路
| 交差する道路              | 市町村名 | 市町村名 | 交差する場所 | 交差する場所 |
| ------------------------- | -------- | -------- | ------------ | ------------ |
| 岡山県道234号東片岡宿毛線 | 岡山市   | 東区     | 東幸崎       | 起点         |
| 岡山県道28号岡山牛窓線    | 瀬戸内市 | 瀬戸内市 | 牛窓町千手   | 終点         |

### 沿線
- 西大寺一宮公園